# Tomás Brizuela
Tomás Brizuela (La Rioja, c. 1800 - Sañogasta, provincia de La Rioja, 20 de junio de 1841) fue un militar y caudillo argentino, lugarteniente de Facundo Quiroga en su provincia natal, gobernador de la misma entre 1836 y 1841, y que murió luchando contra la hegemonía de Juan Manuel de Rosas.

## Inicios de su carrera
Conocido como el “zarco” por sus ojos azules, desde joven se unió a las fuerzas federales. Acompañó a Quiroga en la batalla de El Tala contra Lamadrid, y como jefe de la infantería en la batalla de Rincón de Valladares, que le valió el ascenso a coronel. Más tarde luchó en la derrota federal de La Tablada.
Cuando su provincia fue invadida por Lamadrid, después de la derrota federal en Oncativo, fue tomado prisionero por el teniente coronel Melián. Lamadrid ordenó fusilarlo, pero Melián le salvó la vida; poco después, este fue vencido y Brizuela ordenó fusilarlo. En represalia, Lamadrid ordenó fusilar 200 prisioneros federales. Brizuela tuvo que esconderse en las sierras y los bosques.
A fines de 1830 se lanzó a la lucha para recuperar La Rioja para su partido, y ocupó la capital provincial. El 3 de febrero de 1831 se hizo nombrar gobernador por poco tiempo. Poco después llegaba la noticia de la victoria de Quiroga en la batalla de Rodeo de Chacón, que le dio el control de Cuyo. Brizuela unió sus fuerzas a las del caudillo y fue comandante del ejército provincial durante los años siguientes. El 15 de enero de 1836 rechazó la invasión del gobernador sanjuanino Martín Yanzón y contraatacó, ocupando la ciudad de San Juan y obligando a Yanzón a huir.
El 20 de mayo de 1837 fue nombrado gobernador por la legislatura provincial. Su gobierno no obtvó grandes logros. En esta época su carácter cambió completamente, volviéndose un alcohólico. 

## Muerte y caída
A principios de 1840, los liberales y unitarios de las provincias del norte formaron la Coalición del Norte y lo invitaron a formar parte. Al ver que dudaba, lo nombraron jefe militar de la Coalición, aunque nadie pensaba ponerse a sus órdenes. Los oficiales unitarios que llegaron desde Chile (como el coronel Juan Esteban Pedernera, enviado para ser su jefe de Estado Mayor), y los que llegarían más tarde con Lavalle, lo despreciaban por ser alcohólico y jefe de partidas montoneras. Tomando su papel en serio, intentó convencer al caudillo santiagueño Juan Felipe Ibarra de unírsele, pero este se negó y permaneció fiel a Rosas.
Tras su derrota en la batalla de Quebracho Herrado, el general unitario Juan Lavalle se retiró hacia el norte, y para retrasar a su enemigo Manuel Oribe se atrincheró en La Rioja. Intentó imponerse a Brizuela, que comandaba unos 1.200 milicianos, que a su vez quiso hacer valer su carácter de comandante sobre el general porteño. Como resultado, la provincia fue invadida sin problemas por Benavídez y José Félix Aldao con 1.500 hombres, que cerraron el cerco sobre La Rioja, amenazando al mismo tiempo a Lavalle y Brizuela. 
Lavalle abandonó la provincia hacia Catamarca y Oribe se fue tras él (lograría vencerlo meses más tarde), mientras Aldao siguió avanzando hacia Brizuela. Este, que aún mandaba una fuerza de 600 hombres, se retiró al valle de Famatina, en el oeste de la provincia. Fue alcanzado en Sañogasta y derrotado. Durante la batalla, fue baleado por la espalda por uno de sus oficiales, y murió antes de ser llevado a la presencia de Aldao.